# Tikchik (rivière)
La rivière Tikchik est un cours d'eau d'Alaska, aux États-Unis situé dans la région de recensement de Dillingham. C'est un affluent de la rivière rivière Nuyakuk, elle-même affluent de la Nushagak.

## Description
Longue de 45 milles (72 km), elle prend sa source dans le lac Nishlik et coule en direction du sud-est pour rejoindre le lac Tikchik et la rivière Nuyakuk avant de se jeter dans le fleuve Nushagak à 65 milles (105 km) au nord-est de Dillingham.